# Unità 8200
L'Unità 8200 è una unità militare delle forze armate israeliane incaricata dello spionaggio di segnali elettromagnetici (SIGINT, comprendente lo spionaggio di segnali elettronici, ELINT), OSINT, decrittazione di informazioni e codici cifrati e guerra cibernetica.

## Storia
L'Unità 8200 viene fondata nel 1952 originariamente basata nella località di Jaffa. L'Unità 8200 venne costituita inizialmente con il nome di Unità 515 come branca specializzata dell'intelligence militare, con un budget di circa 125.000 dollari. Nel 1954 viene spostata da Jaffa all'odierna base di Herzliya, un sobborgo a nord di Tel Aviv. Tra i maggiori successi vantati dalle sezioni di intercettazione dell'Unità 515 vi sarebbe la decrittazione di una conversazione riservata tra il rais egiziano Nasser e re Hussein di Giordania, nel 1967 durante la guerra dei Sei Giorni. Successivamente ribattezzato Unità 848, il reparto sarebbe riuscito ad intercettare alcuni indizi dell'imminente attacco egiziano e siriano nei giorni precedenti la guerra del Kippur. Il sostanziale insuccesso nell'interpretazione dei dati rastrellati alla vigilia della guerra del Kippur portò di fatto ad una rimodulazione del ruolo dell'Unità 8200, la quale fu progressivamente rafforzata sia in termini di stanziamenti che di personale, così da potersi dedicare anche ad attività non meramente passive di intercettamento ed ascolto - come era stato fino a quel momento - ma anche attive dal punto di vista strategico, alla luce dell'evolversi delle conoscenze tecnologiche, in particolare nel campo dell'informatica.
Secondo alcune speculazioni giornalistiche l'Unità 8200 avrebbe creato il virus informatico Stuxnet in collaborazione con l'NSA statunitense.
Nel 2010 ha fondato l'azienda NSO Group creatrice, tra le altre attività, dello spyware Pegasus venduto a vari governi, che permette di prendere il controllo di qualsiasi telefonino, intercettare le chiamate, accendere microfono e fotocamera, accedere alle chat criptate.

## Organizzazione ed attività
E sotto il comando del Direttorato dell'intelligence militare (Aman), e nelle pubblicazioni militari è indicata anche come Central Collection Unit of the Intelligence Corps e talvolta viene citata come Israeli SIGINT National Unit (ISNU). Talvolta, per l'efficienza e struttura, è stata paragonata alla National Security Agency (NSA) e alla Government Communications Headquarters (GCHQ).